# 909 هـ
909 هـ هي سنة في التقويم الهجري امتدت مقابلةً في التقويم الميلادي بين سنتي 1503 و1504.

## أحداث
- احتلال البرتغال لزنجبار

## مواليد
- ابن حجر الهيتمي

## وفيات
- ابن المبرد